# كيفن مكهيل (كرة سلة)
كيفن مكهيل (بالإنجليزية: Kevin McHale) مواليد 19 ديسمبر 1957 في هيبينغ، هو لاعب كرة سلة أمريكي سابق أصبح مدرباً بدأ مسيرته الاحترافية في سنة 1980. يبلغ طوله 6 قدم 10 بوصة (2.1 م). اعتزل اللعب في 1993.

## فرق لعب لها
- بوسطن سيلتكس

## روابط خارجية
- كيفن مكهيل على موقع IMDb (الإنجليزية)
- كيفن مكهيل على موقع الموسوعة البريطانية (الإنجليزية)
- كيفن مكهيل على موقع إن إن دي بي (الإنجليزية)
- كيفن مكهيل على موقع إن بي أي (الإنجليزية)
- كيفن مكهيل على موقع سبورتس رفرنس (الإنجليزية)
- كيفن مكهيل على موقع كلية كرة السلة في سبورتس رفرنس.كوم (الإنجليزية)
- كيفن مكهيل على موقع ريلجم (الإنجليزية)
- كيفن مكهيل على موقع بروبوليرز (الإنجليزية)
- كيفن مكهيل على موقع قاعة المشاهير الجامعة الوطنية لكرة السلة (الإنجليزية)
- كيفن مكهيل على موقع سبورتس رفرنس (الإنجليزية)